# ديفيد ساجيف

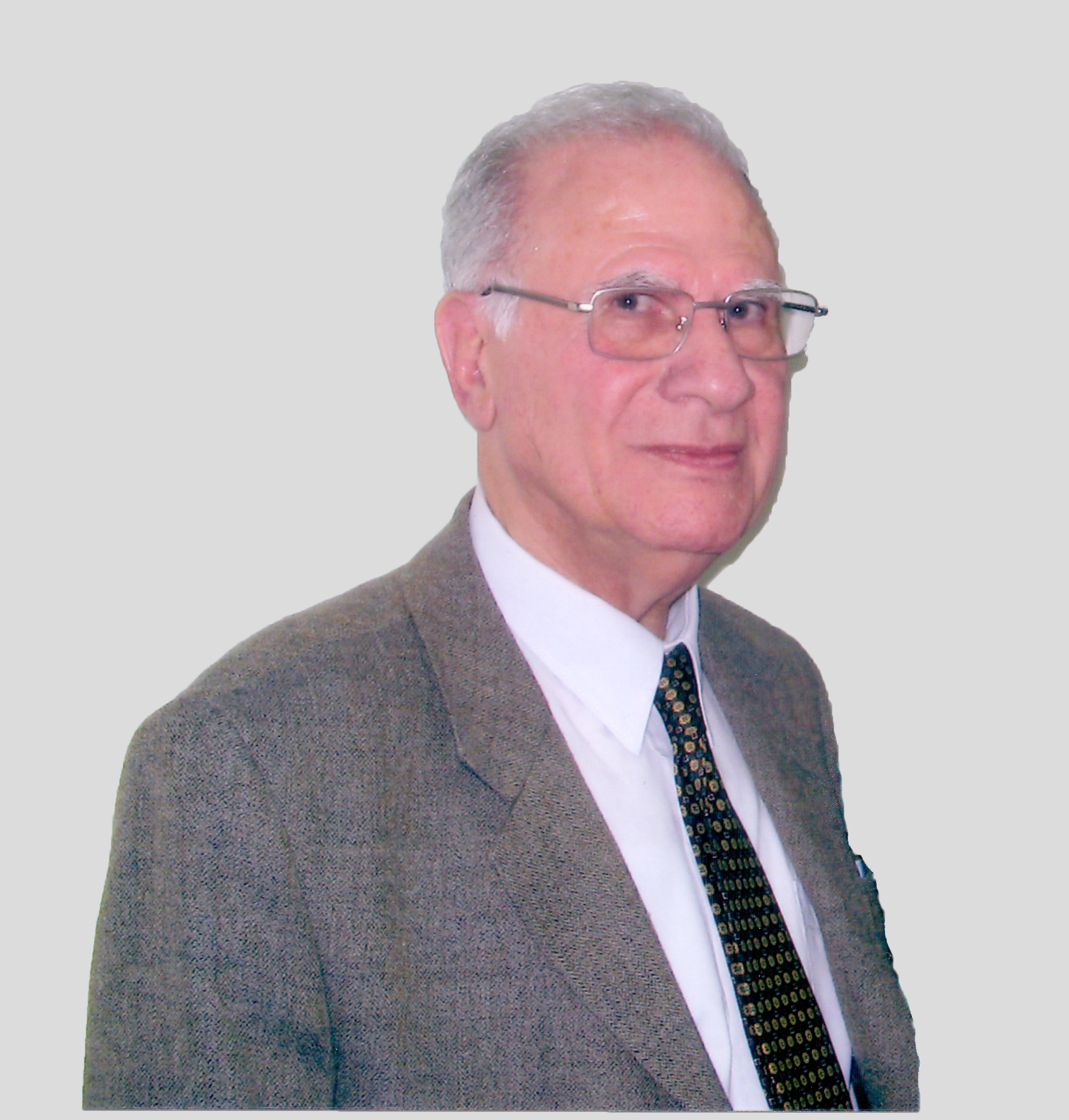
ديفيد ساجيف

ديفيد ساغيف بالإنجليزية (David Sagiv) (1928-2019) لغويًا وصحفيًا إسرائيليًا ، معروفًا بصفته رئيس تحرير قاموس ساغيف ، وهو قاموس ثنائي الاتجاه عبري-عربي وقاموس عربي-عبري.
ولد ديفيد ساغيف عام 1928 في البصرة بالعراق. في عام 1951 هاجر إلى إسرائيل ، وسرعان ما انضم إلى القسم العربي في إذاعة كل إسرائيل ، وفي عام 1979 تم تعيينه مديرًا للخدمة العربية. بعد فترة خمس سنوات ، تقاعد وكرس نفسه للترجمة والقواميس وإكمال شهاداته الأكاديمية ، بما في ذلك الدكتوراه في جامعة بار إيلان ، حيث أجرى أبحاثًا عن الأصولية في مصر من عام 1973 إلى 1993. ترجم سلسلة من الأدبيات يعمل من العبرية إلى العربية ، بما في ذلك أعمال إيهود يعاري وزئيف شيف ، ومن العربية إلى العبرية ، بما في ذلك أعمال نجيب محفوظ. منذ عام 1988 شغل منصب زميل باحث في معهد ترومان.
أصبح مهتمًا بالأدب العربي عندما كان في المدرسة الثانوية في العراق ، بتشجيع من معلمه. بدأ في جمع الكلمات لغرض إعداد قاموس بغتين عبري-عربي عندما كان محررًا إخباريًا في إذاعة Kol Yisrael ، في أواخر الخمسينيات من القرن الماضي. عندما كان القاموس جاهزًا تقريبًا للطباعة ، بما في ذلك حوالي 60 ألف إدخال ، بحث عن ناشر ، لكنه لم يتمكن من العثور على واحد. انتظر عدة سنوات حتى اقترب منه ناشر اسمه زوهار ونشر القاموس في أربعة مجلدات عام 1985. لكن لسوء الحظ ، بعد عدة أشهر من نشر القاموس ، أفلس الناشر. بعد الإفلاس المفاجئ لـ Zohar Publishing ، أعادت المحكمة الحقوق إلى القاموس إلى Sagiv ، الذي قام بدوره بنقلها إلى Schocken Publishing. بعد عملية التحديث والتوسيع التي استمرت لأكثر من عقدين ، نشر Schocken القاموس في عام 1990 في مجلدين. تم نشر نسخة شاملة ومحدثة بشكل كبير من قاموس Sagiv بواسطة Schocken في عام 2008.
في عام 2007 ، فاز ديفيد ساجيف بجائزة لانداو عن عمله الشامل في مجال اللغويات.